# Little Brother
Pour les articles homonymes, voir Little Brother (homonymie).
Little Brother est un groupe de hip-hop américain, originaire de Durham en Caroline du Nord et actif entre 2001 et 2010.

## Biographie
Le groupe est affilié au collectif Justus League, composé de L.E.G.A.C.Y., The Away Team, Darien Brockington, Edgar Allen Floe, Median, Chaundon, Cesar Comanche, 9th Wonder, Buckshot, Sean Price, Skyzoo, et Joe Scudda. 9th Wonder a fait partie du groupe jusqu'en 2007, produisant intégralement les deux premiers albums du groupe, The Listening et The Minstrel Show, ainsi que le morceau Breakin' My Heart sur Getback (en featuring avec Lil Wayne).
En février 2003, Phonte explique les origines du nom du groupe : « Tribe, De La, Public Enemy ... sont tous des grands frères, et nous, on est les petits frères de ce mouvement... on suit les traditions de la bonne musique. » Le premier enregistrement officiel de Little Brother est publié en août 2001 et s'intitule Speed. Ils continuent à se produire dans la scène locale de Raleigh-Durham et signent au label indépendant ABB Records. En 2002, ils publient le single Atari 2600.
Leur mixtape The Chitlin Circuit 1.5 est la première mixtape commerciale du groupe, publiée en juin 2005.
Leur dernier album, Leftback, marque vraisemblablement la fin de la collaboration entre les deux artistes, comme l'annonce le morceau Curtain Call (« rappel » au théâtre) : « [...]it's Phontigga/You know I been doing my thing/[...]/Then you got my brother Big Pooh/He's doing his things, dirty pretty things/We gon' do this thing one last time man/It's Little Brother ».

## Discographie

### Albums studio
- 2003 : The Listening
- 2005 : The Minstrel Show
- 2006 : The Commercial Free EP
- 2007 : Getback
- 2010 : Leftback
- 2019 : May the Lord Watch

### Mixtapes
- 2004 : Chittlin Circuit
- 2005 : Chittlin Circuit 1.5
- 2006 : Separate but Equal
- 2007 : And Justus for All
- 2007 : Good Clothes
- 2007 : No Justus, No Peace